# Fernthal

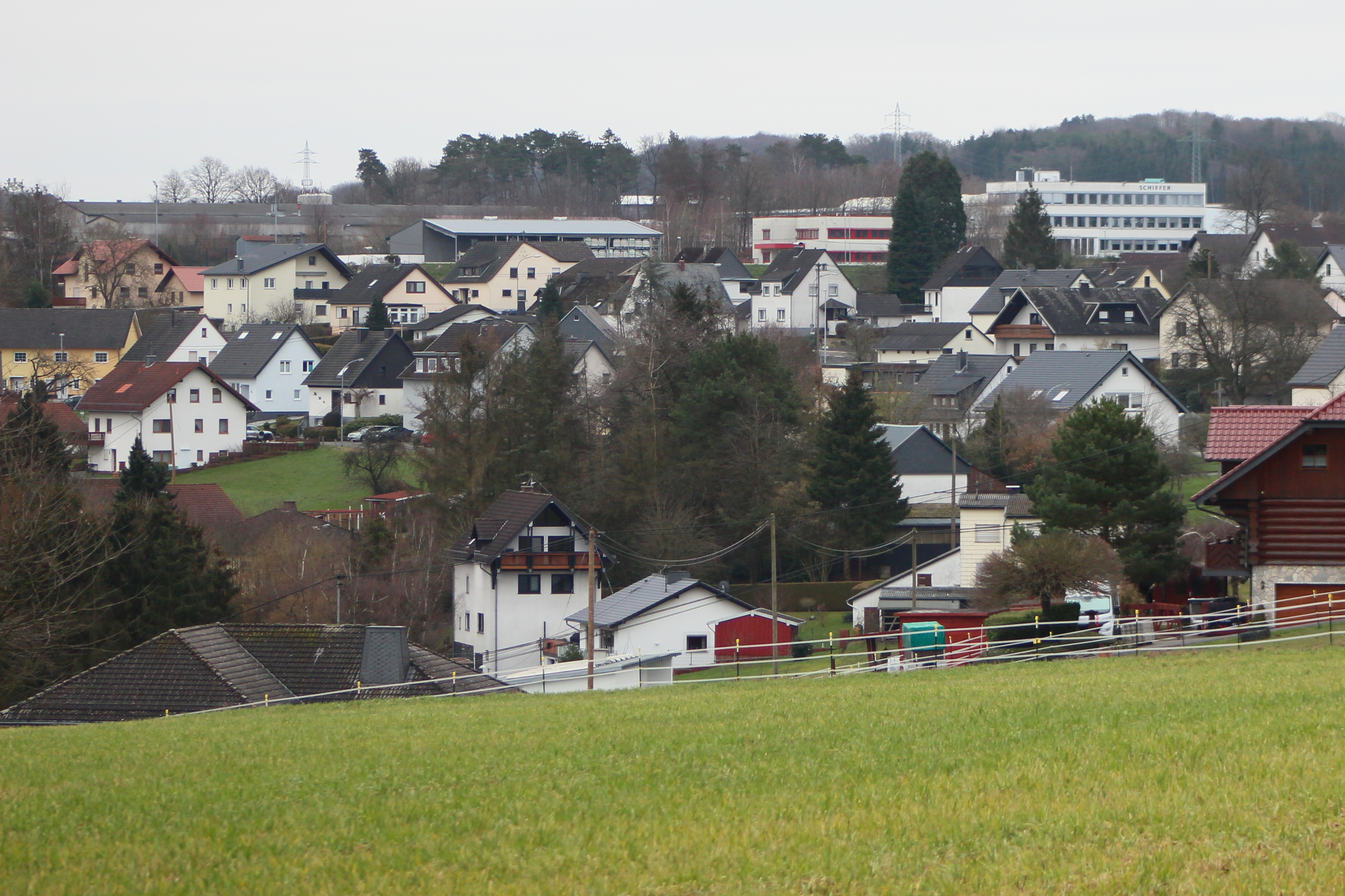
Ansicht von Fernthal

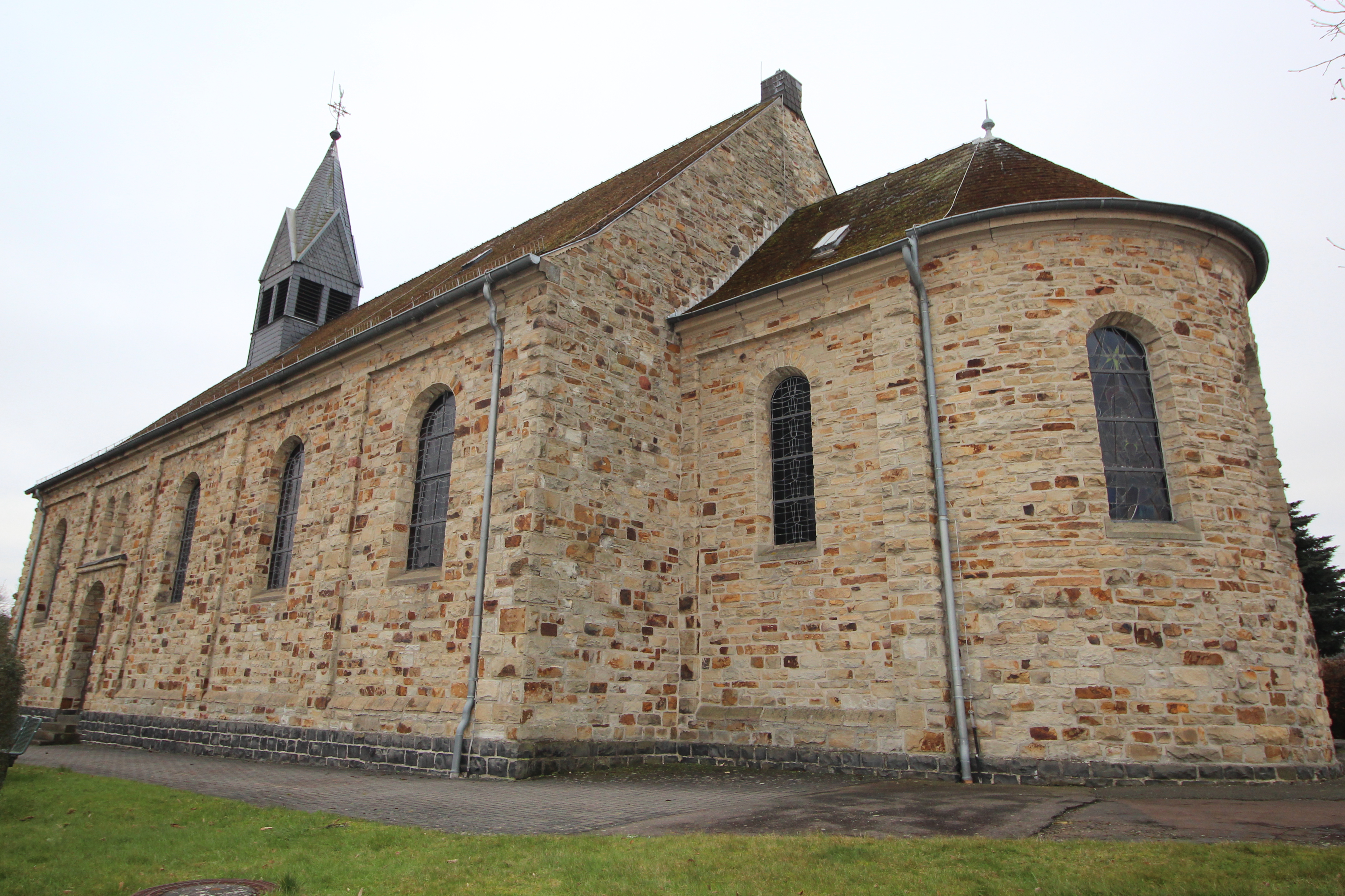
Die Kirche St. Maria Mater Dolorosa

Fernthal ist ein Ortsteil der Ortsgemeinde Neustadt (Wied), Verbandsgemeinde Asbach im Landkreis Neuwied im Norden von Rheinland-Pfalz.

## Geographie
Fernthal liegt im Naturpark Rhein-Westerwald und unmittelbar an der Grenze zum Landkreis Altenkirchen (Westerwald), das Land Nordrhein-Westfalen ist geographisch 8 Kilometer entfernt. Die Nachbarorte von Fernthal sind Borscheid, Neschen, Manroth und Hombach. Die Kreisstadt Neuwied ist über die L255 in 26 Kilometern zu erreichen, die nächstgelegene Großstadt Bonn über die Autobahn 3 in 38 Kilometern.

## Kultur und Sehenswürdigkeiten
In Fernthal steht die zwischen 1911 und 1912 erbaute katholische Kapelle St. Maria Mater Dolorosa, ein fünfachsiger romanisierender Bruchsteinsaal, in dem noch regelmäßig die Heilige Messe gehalten wird.

## Wirtschaft und Infrastruktur

### Bundesautobahn 3
Der Ort ist entlang der Bundesautobahn 3 gelegen und verfügt über die Anschlussstelle Neustadt (Wied), welche sich zwischen den Anschlussstellen Bad Honnef/Linz und Neuwied befindet. Darüber hinaus kann über die A3 die bewirtschaftete Raststätte Fernthal West erreicht werden, die eine Filiale von Serways und mit Burger King auch ein Schnellrestaurant enthält. Im Rahmen eines Pilotprojekts ist hier auch die Kaffeehauskette Starbucks vertreten, mit der ersten Filiale direkt an der A3 und einer von derzeit drei an deutschen Autobahnen.

### Fernthaltunnel
Nach dem Ort Fernthal wurde der Fernthaltunnel benannt, ein Teil der Schnellfahrstrecke Köln–Rhein/Main. Er wurde zwischen 1999 und 2001 erbaut und ging im April 2002 in Betrieb. Eine bauliche Herausforderung stellte die Unterquerung einer Mülldeponie durch den 1555 Meter langen Tunnel dar. Noch während der Bauzeit diente der Eisenbahntunnel im März 2000 als Kulisse für die TV-Serie Der Clown.

### Gewerbe
Insbesondere im Gewerbegebiet des Ortes sind zahlreiche Firmen des produzierenden und des Dienstleistungsgewerbes ansässig. Darunter fällt beispielsweise M+C Schiffer, ein Hersteller für Zahnbürsten, der unter anderem 1953 die international bekannte Marke Dr. Best einführte.

## Vereine
Fernthal ist bekannt für ein ausgeprägtes Vereinswesen. Diese Vereine Organisieren ein breites Angebot an Angeboten und Veranstaltungen. Dazu gehört auch die Kirmes, die vom Vereinsring, einem Zusammenschluss der Vereine, durchgeführt wird.

### Freiwillige Feuerwehr Fernthal
Die Freiwillige Feuerwehr Fernthal wurde im Jahr 1900 gegründet. Das Feuerwehrhaus befindet sich im Erdgeschoss des Bürgerhauses im Industriegebiet in Fernthal. Ausgestattet ist die Feuerwehr mit einem Löschgruppenfahrzeug (2009) und einem Mehrzweckfahrzeug (2007). Darüber hinaus sind in dem Standort drei Hochwasserboote (2021) stationiert.

### Spielmannszug Fernthal
Der Spielmannszug gibt es seit 1925 und stammt von der Feuerwehr Fernthal ab.

### KG Fernthal
Die im Jahr 1945 gegründete Karnevalsgesellschaft Fernthal trägt den Namen „Mir sinn widder doh“ e. V. Der Karnevalsverein veranstaltet jedes Jahr verschiedene Brauchtumsveranstaltungen wie der Karnevalseröffnung, der Karnevalsprunksitzung, dem Frühschoppen oder dem Karnevalsumzug. Die Veranstaltungen finden meistens Bürgerhaus Fernthal im Industriegebiet bei Fernthal statt.

### Weitere Vereine aus Fernthal
Vereinsring Fernthal, Kapellenerhaltungsverein Fernthal, Kirchenchor Cäcilia Fernthal, Schützengilde Fernthal, DJK Fernthal 1919 e. V., Turnverein Fernthal e. V.